# Adam Setliff
Adam Setliff (né le 15 décembre 1969 à El Dorado) est un athlète américain, spécialiste du lancer du disque. 

## Biographie
Il participe à deux finales des Jeux olympiques : 12e en 1996 à Atlanta, il se classe 5e en 2000 à Sydney. 
Il se classe 7e des championnats du monde de 1997 et termine cette même année deuxième de la Finale du Grand Prix IAAF. Il se classe 5e des mondiaux d'Edmonton en 2001.
Il est sacré champion des États-Unis en 2000, 2001 et 2002. 
Son record personnel au lancer du disque est de 68,94 m, établi le 25 juillet 2001 à Atascadero.
Il s'est essayé une fois au métier d'acteur en incarnant Mac Wilkins dans « Without Limits » (Sans limites), un film de Robert Towne réalisé en 1998 sur la vie d'un autre athlète américain, Steve Prefontaine.